# 사랑과 미움의 세월
"사랑과 미움의 세월"은 1962년 공개된 대한민국의 영화이다.

## 배역
- 문정숙 : 오 사장의 아내 역
- 신영균 : 오 사장 역
- 김진규
- 김혜정
- 엄앵란
- 이대엽
- 허장강
- 방성자
- 복혜숙
- 최남현
- 최성호
- 최봉
- 주선태
- 지방열
- 최승이
- 라정옥
- 유춘
- 송혜경